# Richie Gray
Richard James Gray (Glasgow, 24 agosto 1989) è un rugbista a 15 britannico, internazionale per la Scozia, dal 2020 seconda linea dei Glasgow Warriors in Pro14.

## Biografia
Nativo di Rutherglen, cittadina all'epoca sobborgo di Glasgow, in Scozia, Gray era inizialmente dedito al calcio; alto più di due metri (entrambi i suoi genitori superano i 180 cm d'altezza) passò al rugby nel ruolo di seconda linea quando cambiò scuola a 13 anni. Anche suo fratello minore Jonny, pure lui internazionale per la Scozia, gioca nel ruolo di seconda linea.
Prima di diventare professionista nel 2008 nelle file dei Glasgow Warriors, formazione di Pro12, aveva rappresentato la Scozia a livello di nazionale Under-19; in seguito capitano dell'Under-20, esordì in Nazionale A contro Tonga nel 2009 e, nel 2010, debuttò in Nazionale maggiore da subentrato contro la Francia nel Sei Nazioni.
Divenuto in poco meno di due anni uno dei giocatori più in vista del rugby scozzese, destò scalpore la sua decisione, a novembre 2011, di non rinnovare il contratto con i Glasgow Warriors in scadenza a giugno 2012 e di trasferirsi in Inghilterra al Sale Sharks a partire dalla stagione 2012-13; lo stesso Andy Robinson, all'epoca allenatore della Nazionale, aveva sostenuto che mantenere Gray in Scozia alla fine del suo contratto era una priorità assoluta; Gray motivò la sua scelta con l'intenzione di cimentarsi in un torneo altamente competitivo come la Premiership inglese aggiungendo come le ragioni economiche non fossero state determinanti per la sua decisione di trasferirsi.
In Inghilterra Gray disputò solo 11 incontri, tutti nella prima parte di campionato, in una squadra che faticò a sollevarsi dagli ultimi posti della classifica; durante un incontro del Sei Nazioni 2013, inoltre, si infortunò ai muscoli della coscia, procurandosi uno stop di due mesi che praticamente terminarono la sua stagione di club; infine, ad aprile, la società lasciò libero il giocatore di accordarsi per la stagione successiva con il Castres Olympique, che di lì a due mesi sarebbe divenuto campione di Francia.
Tornato in condizione di scendere in campo, fu idoneo alla convocazione di Warren Gatland per il tour dei British Lions in Australia, scendendo in campo nell'ultimo dei tre test match contro gli Wallabies, vinto 41-16 che diede ai Lions la vittoria per 2-1 nella serie.

## Palmarès
- Campionati francesi: 1
Tolosa: 2018-19
- United Rugby Championship: 1
Glasgow Warriors: 2023-24